# Anatol Locker
Anatol Locker (* 1963) ist ein deutscher Journalist und gehört zu den Pionieren des Computerspielejournalismus in Deutschland.

## Biografie
Der Sohn der Schauspielerin Gerlinde Locker und des Regisseurs Kurt Wilhelm absolvierte zunächst eine Ausbildung als Sortimentsbuchhändler und begann ein Studium an der Ludwig-Maximilians-Universität München. Seine Karriere als Journalist begann er 1986 beim Markt & Technik Verlag in Haar (bei München), noch während seines Studiums. Zunächst als Ferienjob während des Studiums gedacht, begann er schließlich hauptberuflich für die Zeitschrift Happy Computer zu schreiben. Dort widmete er sich bald ausschließlich dem Thema Computerspiele und arbeitete unter anderem mit Heinrich Lenhardt und Boris Schneider zusammen. 
Er war an der Entstehung der Zeitschrift Power Play beteiligt, zu deren ersten Redakteuren er gehörte und bei der er von Ausgabe 2/1990 bis 1/1992 den Posten des Chefredakteurs ausübte. Auch an der Gründung des Magazins Video Games (ebenfalls beim Markt & Technik Verlag) war er beteiligt und dessen erster Chefredakteur.
Anschließend arbeitete Locker zunächst als Musikredakteur bei der deutschen Ausgabe des Lifestyle-Magazins Wiener, dann als Ressortleiter bei TV Movie, wo er für den Popkultur-Teil zuständig war. 1994 wurde er stellvertretender Chefredakteur des Online-Dienstes Europe Online. 1997 entwickelte er das Magazin Bravo Screenfun, das er mit einer einjährigen Unterbrechung bis 2007 als Chefredakteur leitete.
Seit 2007 ist Locker als freier Journalist tätig, unter anderem für das ZDF, CHIP, Futurezone und andere Publikationen. Er produzierte bis 2014 den Spieleveteranen-Podcast
und ist Teilnehmer der Talksendung Isarrunde. 2014 gründete er das 3D-Druck-Startup All3DP.
Locker lebt heute mit seiner Familie in München.